# Gomorra (pel·lícula)
Gomorra és una pel·lícula italiana estrenada l'any 2008 i dirigida per Matteo Garrone. Va rebre el gran premi del jurat al Festival Internacional de Cinema de Canes. Fou el film més nominat als Premis del Cinema Europeu i fou triat com a representant d'Itàlia als Oscars. Es basa en el llibre homònim sobre el crim organitzat de Nàpols, pel qual Roberto Saviano està amenaçat de mort. La pel·lícula es va doblar al català.

## Anàlisi
A partir de cinc recorreguts, fortament referenciats en el cinema clàssic de gàngsters, el film de Matteo Garrone parla de les extorsions financeres, del tràfic de residus tòxics, de les connexions brutes amb el món de les empreses tèxtils.

## Repartiment
- Salvatore Abruzzese: Totò
- Salvatore Ruocco: Boxer
- Gianfelice Imparato: Don Ciro
- Maria Nazionale: Maria
- Toni Servillo: Franco
- Carmine Paternoster: Roberto
- Italo Celoro: Contadino
- Salvatore Cantalupo: Pasquale
- Marco Macor: Marco
- Ciro Petrone: Ciro
- Bernardino Terracciano: Zio Bernardino